# Harrison Dillard
William Harrison Dillard (Cleveland, 8 luglio 1923 – Cleveland, 15 novembre 2019) è stato un velocista e ostacolista statunitense, vincitore di quattro medaglie d'oro ai Giochi olimpici di Londra 1948 ed Helsinki 1952.
È stato l'unico atleta nella storia dei Giochi olimpici a vincere la medaglia d'oro nelle specialità dei 100 metri piani e dei 110 metri ostacoli accoppiate alla staffetta 4×100 metri.
Per i suoi meriti sportivi, nel 2013 è stato inserito nella IAAF Hall of Fame.

## Palmarès
| Anno | Manifestazione  | Sede     | Evento      | Risultato | Prestazione | Note            |
| ---- | --------------- | -------- | ----------- | --------- | ----------- | --------------- |
| 1948 | Giochi olimpici | Londra   | 100 m piani | Oro       | 10"3        | =               |
| 1948 | Giochi olimpici | Londra   | 4×100 m     | Oro       | 40"6        |                 |
| 1952 | Giochi olimpici | Helsinki | 110 m hs    | Oro       | 13"7        | Record olimpico |
| 1952 | Giochi olimpici | Helsinki | 4×100 m     | Oro       | 40"1        |                 |